# ウズラ
ウズラ（鶉、Coturnix japonica）は、鳥綱キジ目キジ科ウズラ属に分類される鳥類。
ウズラの家禽化は日本発祥で、肉や卵（ウズラ卵）が食用にされる。フランス料理などに肉が使われるヨーロッパウズラも日本では「ウズラ」と呼ばれることがある。

## 分布
インド北東部、タイ王国、朝鮮半島（大韓民国と朝鮮民主主義人民共和国）、中華人民共和国、日本、ブータン、ベトナム、ミャンマー、モンゴル国、ラオス、ロシア東部に分布する。
ウズラ類はキジ科では唯一真の渡りを行う。本種の場合、日本（主に本州中部以北）、モンゴル、朝鮮半島、シベリア南部、中華人民共和国北東部などで繁殖し、冬季になると日本（本州中部以南）、中華人民共和国南部、東南アジアなどへ南下して越冬する。日本国内の標識調査の例では、北海道や青森県で繁殖した個体は主に関東地方、東海地方、紀伊半島、四国などの太平洋岸で越冬し、九州で越冬する個体は主に朝鮮半島で繁殖した個体とされる（朝鮮半島で繁殖して四国・山陽地方・東海地方へ飛来する個体もいる）。

## 形態
家禽として最小といわれている。メスよりもオスの方が重い。全長20センチメートル。翼長9.1-10.4センチメートル。上面の羽衣は淡褐色。
雌雄鑑別は孵化直後は素人には困難であるが生後30日齢になれば羽装の違いで判別可能となる。オス（雄）は咽頭頭部と胸部が赤褐色、メス（雌）は淡赤褐色に黒の斑点がある。また、メスには口から耳にかけて白い線があり喉も白い。
繁殖期のオスは顔や喉、体側面の羽衣が赤褐色。希に全体が白色羽毛で散在的に野性型羽毛をもつ個体が生じるが、潜性（劣性）により発現するとされている。
解剖学的にはニワトリの体の構造とおおまかには変わりない。

## 分類
以前は旧ウズラCoturnix coturnix（現ヨーロッパウズラ）の亜種とされていたが、独立種として分割された。
近親交配による退行が発現しやすく、3世代で系統の維持が困難になり、5世代を経ると次の世代の作出が困難になったとする研究がある。
なお、ニワトリとは近縁種であり、オスのニワトリとメスのウズラの交雑種の作出に関する例もある。

## 生態

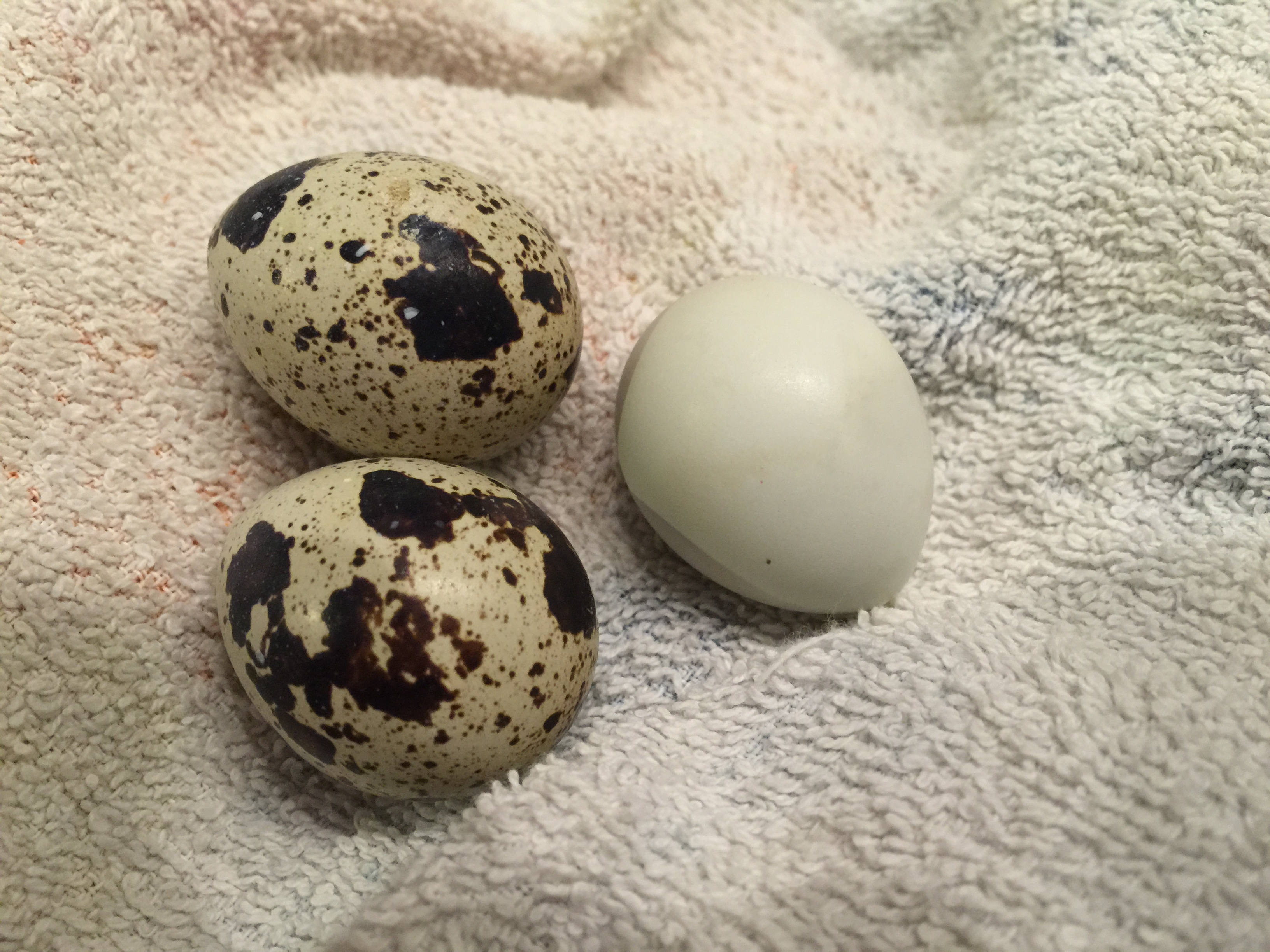
通常のウズラの卵と白色のウズラの卵

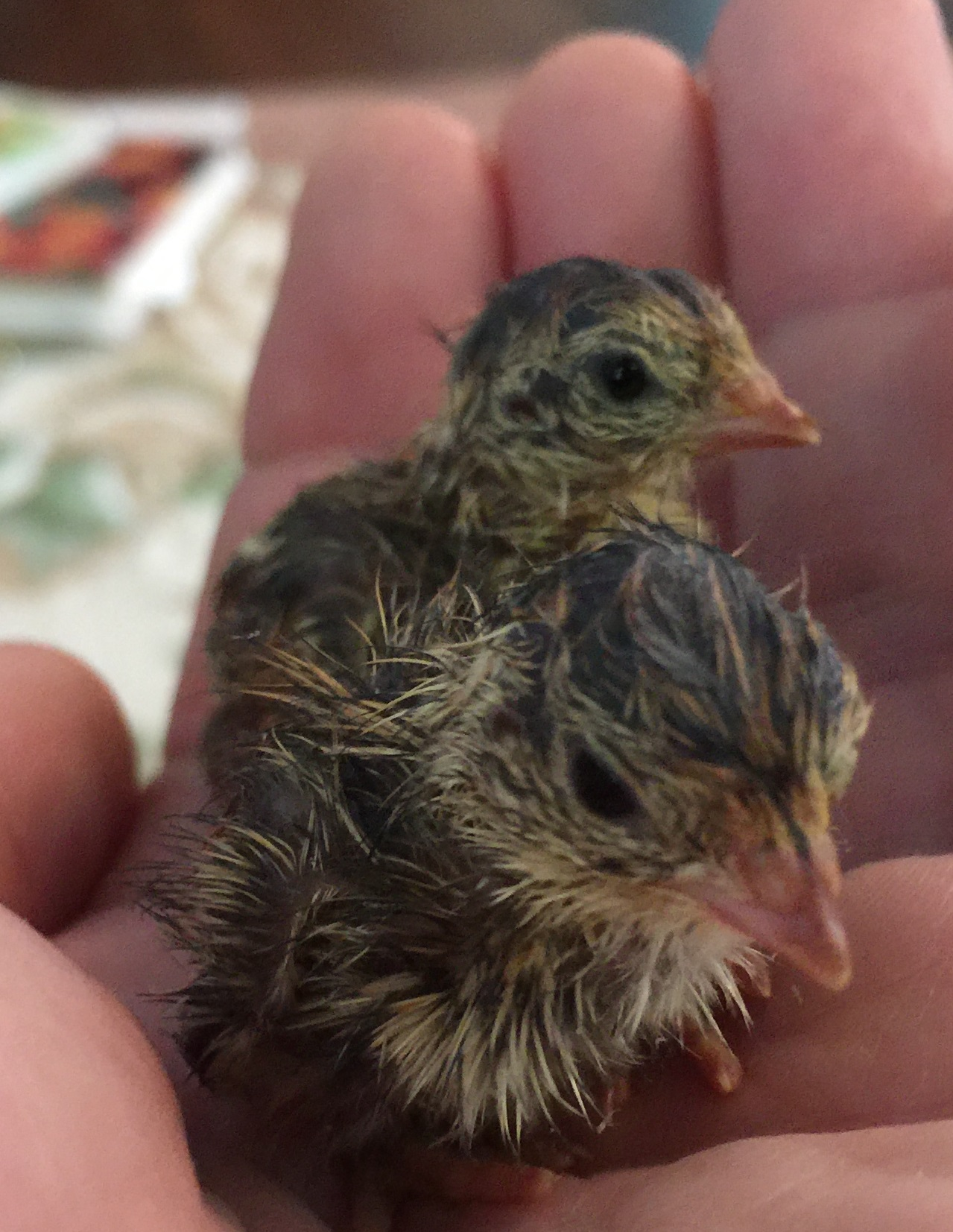
孵化直後のウズラ

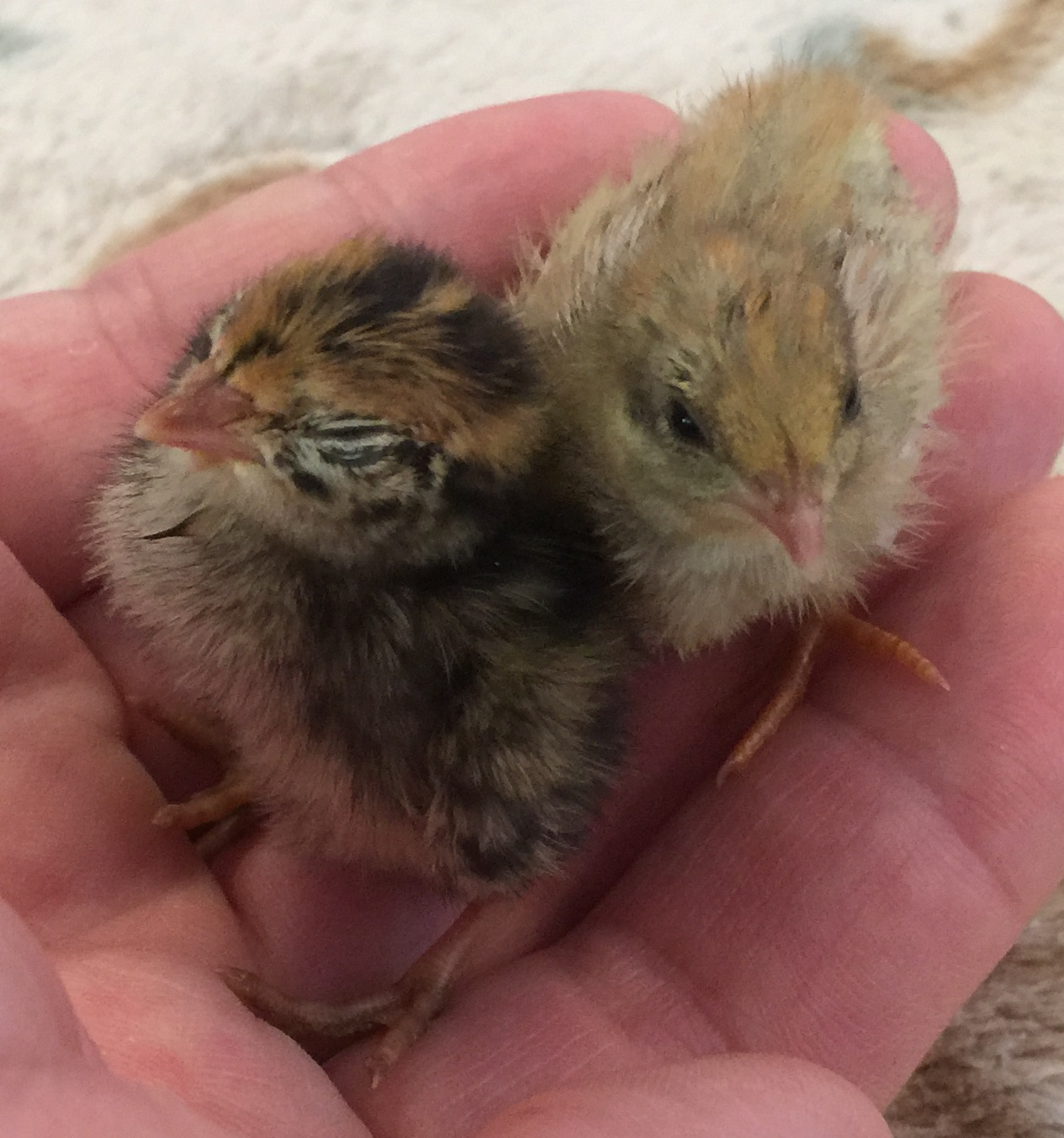
孵化後1週のウズラ（左の寝ている個体）と孵化後3週のヒメウズラ（右）の成長の違い

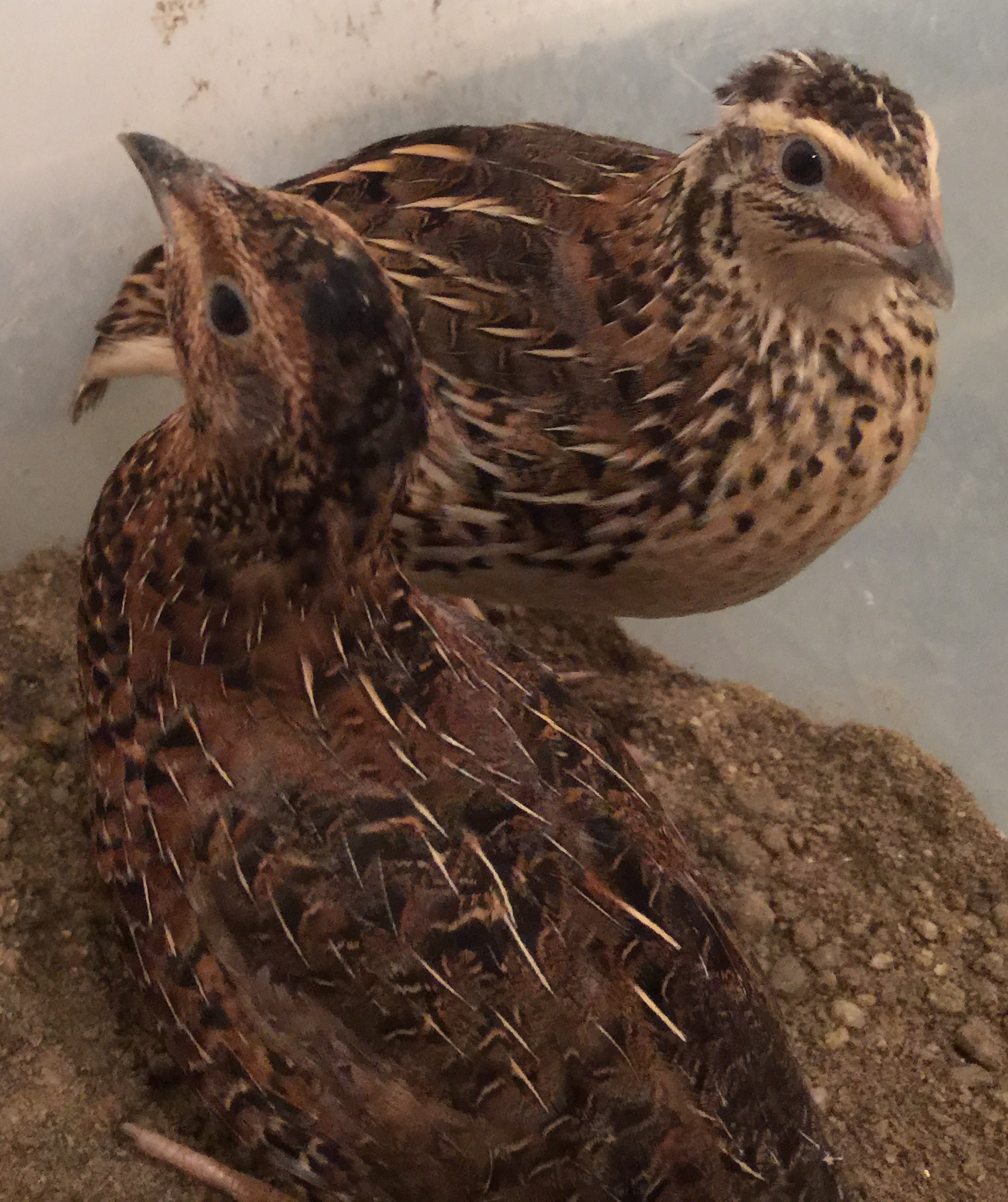
成鳥のウズラ。手前がオスで奥がメス

低地にある草原・農耕地などに生息し、種子、昆虫などを食べる。秋季から冬季にかけて5 - 50羽の小規模から中規模の群れを形成することもある。和名は「蹲る（うずくまる）」「埋る（うずる）」のウズに接尾語「ら」を付け加えたものとする説がある。
繁殖様式は卵生。配偶様式は一夫一妻だが、一夫多妻の例もある。繁殖期は5 - 9月。植物の根元や地面の窪みに枯れ草を敷いた巣を作る。7 - 12個の卵を産むが、18個の卵を産んだ例もある。抱卵期間は16 - 21日で、メスのみが抱卵する。雛は孵化してから20日で飛翔できるようになり、1 - 2か月で独立する。生後1年以内に成熟する。
孵化後6週齢令で産卵を開始する。産卵は午後の特に午後4時から午後6時にかけての時間帯に多い。卵の重量は雌体重の約8%で10g前後である。卵には通常大小の黒い斑点があり、全体に茶色のものや卵殻が柔らかいものは病気、老齢、栄養不良などの原因による。
ウズラの卵殼表面には褐色のまだら模様があるが、これは卵を外敵から守るカモフラージュの効果がある。模様は卵を作る器官に由来し、個体差があるものの個体ごとに決まった模様がつくことから、1羽のメスが産む卵は同じ様な模様をしている。この模様の元となる色素は産卵開始時刻の約3時間前から分泌が始まり、子宮壁の伸縮、卵の回転に伴い卵殼表面に拡がり斑紋を形成するとする研究がある。稀に模様のない白い卵を産むこともある。
寿命は野生種で3～4年（推定）。上野動物園では6年の飼育例がある。産業用・実験用のウズラの寿命は1.2～1.5年である。
- 雌の平均寿命は2年に満たない586日から694日、最高寿命1690日[19]。
- 産卵率 280日齢で80-90%
- 生涯産卵数 342 - 384個

適温範囲は15～24℃で暑さには比較的強いものの、寒さへの抵抗力は低い。寒さが続くと換羽するが健康上・外観上よくないとされている。

## 人間との関係
本種（Coturnix japonica）の家禽化は日本発祥で、ウズラの飼養は600年前にまで遡る。日本語には「鶉衣」「鶉居」「鶉杢」「鶉立」といった、鶉に関する言葉がある。

### 日本における食用史
ヨーロッパで食用にされているヨーロッパウズラと比べると本種はやや小さく、ヨーロッパウズラのほうが大型である。生後60日ほどで成熟し、オスは精肉用、メスは採卵用となる。

鶉といえば、今はもっぱら焼鳥などにして食べるものだ。またウズラの卵も食べている。だが私たちの口にはいるものは、おおかた養殖のウズラである。自然にウズラの姿を見、ウズラの声をきくことは、非常に少なくなった。—山本健吉
調理法として、肉は水炊き、焼き鳥、肉団子などがあり、雑煮の出汁に用いられることがある。卵は水煮にしたうえで食べられることが多い。数個を串刺しにして焼き鳥店で出されることがあり、殻ごと串に刺して焼いて、殻付きで食べてもらう焼き鳥店もある。家系ラーメンの一部店舗ではトッピングに使う。
食用としての歴史について、日本では平安時代に本種の調理法について記した書物がある。明治時代中期から採卵用の飼養が本格的に進められるようになり、1941年には飼養数は約200万羽に達した。当時はウズラの卵が肺病や心臓病の薬になると信じられ珍重されたが、販売経路が限られることや原価が高いことから下火となった。第二次世界大戦によりウズラの飼養は壊滅的な状況に陥ったものの、1965年に飼養数が再び約200万羽まで増加し。1970年代以降は主に愛知県（日本の飼養数のうち約65%を占める）、中でも豊橋市を中心に養殖が行なわれている。愛知県はウズラの養鶉（）の農家数・飼養数ともに日本の半分を占め、豊橋養鶉農業協同組合はウズラの卵を専門とする国内唯一の農協である。
飼養数は1984年に約850万羽と最盛期を迎えたが、2009年に豊橋市で鳥インフルエンザが確認されたことにより約160万羽が殺処分された。
2024年2月に、福岡県の小学校で給食に出されたウズラの卵を喉に詰まらせたことが原因とみられる窒息死事故が起きた。学校側が窒息の危険性に関する指導を怠ったとして2025年6月6日に父親がみやま市に対し6千万円の損害賠償を求める訴訟を福岡地方裁判所裁柳川支部に起こした。一方、愛知県豊橋市は「うずLOVE（ラブ）運動」を宣言、食べて応援するなどの消費喚起を狙っている。

### 日本における狩猟
かつては狩猟の対象とされることもあった。日本では1975年から鳥獣保護法における狩猟鳥獣だったが、1975年から2004年時点までは1日あたり1人5羽までの狩猟制限があった。1989年に石川県と岩手県、2002年に京都府で本種の狩猟が禁止された。生息数が減少したため2007年から2012年までは全国で一時的な捕獲禁止措置が実施され、後にこの捕獲禁止措置は2017年まで延長された。2013年に狩猟鳥獣（同時に狩猟鳥獣としての一時的捕獲禁止措置も解除）から除外されたことにより、日本で本種を狩猟することは違法となった。
日本では、草地開発や河川敷の樹林化・レクリーエション利用などにより生息数は減少している。
絶滅危惧II類 (VU)（環境省レッドリスト）

### 日本における観賞用
日本では室町時代には籠を用いて本種を飼育されていたとされ、『言継卿記』に記述がある。鳴き声を日本語に置き換えた表現（聞きなし）として「御吉兆」などがあり、珍重されたとされる。その吉兆の声で士気を高めるため、籠に入れた飼育状態のまま、戦場に持ち込まれたこともあった。

#### 鶉合わせ
中世には武士階級の間で鳴き声を競い合う「鶉合わせ」が盛んに行われた。おおむね桃山時代に始まり特に江戸時代には都市部では飼育がブームとなり大正時代まで行われた（最盛期は慶長から寛永年間あるいは明和から安永年間とされている）。
江戸時代には財産のある武士や商人は良き鶉を高値で売買し、飼育の籠に金銀螺鈿の蒔絵細工を施し、高価な木材と高度な技術を追求したような贅沢な逸品を競い求めた。鶉合わせには多数の庶民も見物に集まり、関脇・大関などいわゆる番付表によるランキングも発表された。これにより飼育ブームはますます過熱し贅沢も追及され、江戸幕府による取締りも行われた。
明治時代にも各地で鳴き声を競う催しが頻繁に開かれたが、この起源となったナキウズラは絶滅してしまった。

向きあふて 鳴くや鶉の 籠二つ—正岡子規
この飼育ブームに関して、宇野信夫の作で六代目三遊亭圓生の落語に『鶉衣』という噺がある。また、前述の鶉籠の形状が、当時の歌舞伎の客席の桟敷に似ていたため、桟敷席の事を「鶉籠」「鶉」と呼んだ（夏目漱石『吾輩は猫である』など）。

#### 芸術の題材
「夕されば野辺の秋風身にしみて鶉鳴くなり深草の里」（藤原俊成、『千載和歌集』所収）
「鶉鳴く真野の入江の浜風に尾花なみよる秋の夕暮」（源俊頼、『金葉集』所収）
など、古くから和歌に詠まれ、『古事記』『万葉集』『千載和歌集』また『伊勢物語』などにもウズラを詠んだ歌がある。「鶉鳴く」は「古りにし里」にかかる枕詞である。和歌や俳句の世界では和歌では、秋の、または寂れ廃れた「寂しい」景物として詠まれる。江戸時代の俳文集に横井也有の『鶉衣』がある。

後に鳴き 又先に鳴き 鶉かな—夏目漱石
中国では宋や元の時代に鶉図が画題として現れ、それらが日本に輸入された結果、日本の工芸品や絵画の画題にも深く影響を与えた。元は足利義政所蔵（東山御物）で現在は国宝の『鶉図』（根津美術館蔵）が有名である。これに影響を受けた日本では、特に秋を表わすものとして鶉は格好の画題となった。室町時代に絵所預として栄えた大和絵の土佐派は、安土桃山時代に一旦没落するが、土佐光起が中興した。この光起は前述の『鶉図』に影響を受け、江戸時代を通して代々の土佐派の画家は鶉絵を得意とした。土佐派の鶉絵は江戸武士の間での鶉飼育ブームに需要が合致し、土佐派の鶉絵は珍重された。光起の描いた鶉の絵に、猫が飛びかかったという伝承が残る（『梅窓筆記』）。陶磁器の文様としては古九谷様式や柿右衛門様式に鶉を題材としたものが多く残る。

#### 闘鶉
中国では、斗鹌鹑と呼称され、隋・唐・宋王朝で闘鶉のために飼育された。パキスタンなどの南アジア・中央アジアで、ウズラを戦わせる賭博が行われる。ロシアでも闘鶉は行われていた。

### 毒性試験への応用
小型で飼育スペースを取らないこと、世代交代が早い事から実験動物として用いられることもある。化学物質の毒性試験（日本では化学物質の審査及び製造等の規制に関する法律＝化審法）ではヒトだけでなく動植物への影響に注目した審査・規制が導入されており、高次捕食動物のうち鳥類の摂餌および繁殖を対象とした毒性試験が行われている。OECDテストガイドライン205, 206に基づいて実施され、その対象動物にウズラおよびマガモが指定され、環境省ではウズラ（Coturnix japonica）を推奨している。

### 現代におけるウズラの飼育
現代の家禽ウズラは1910年頃に日本で馴化され家禽化されたものである。
鳴き声は結構な大きさであるため、現代の民間の住宅事情で飼育するには鶏同様、近隣住民への配慮が必要である。
飼育場で飼育されるのはメスだけだが、たまに選別漏れでオスが混じる場合がある。そのため、市販されているウズラの卵には数%の確率で有精卵が混じっており、孵卵器に入れれば雛が孵化する場合がある。